# Vidinha de Balada
Vidinha de Balada é uma canção da dupla Henrique & Juliano, lançada em 3 de fevereiro de 2017 como primeiro single do quarto álbum ao vivo O Céu Explica Tudo.

## Composição
A canção é composta por Diego Silveira, Lari Ferreira, Nicolas Damasceno e Rafael Borges e aborda a história de alguém que se apaixonou após um encontro casual e agora busca transformar essa paixão em algo mais sério e duradouro, expressando o desejo de mudar o estilo de vida da pessoa amada, que é marcado por festas e diversão noturna, para um compromisso amoroso.

### Controvérsias
Apesar de todo o sucesso, o hit foi classificado como uma narrativa sobre relacionamento abusivo, devido a letra apresentada. Os questionamentos dizem respeito a alguns trechos da canção. “Tô afim de você e se não tiver, cê vai ter que ficar”.
"Vai namorar comigo, sim / Vai por mim, igual nós dois não tem. / Se reclamar 'cê vai casar também, com comunhão de bens”
Em entrevista ao G1, Henrique & Juliano disseram que trata-se de liberdade artística. 
“Vejo abuso das pessoas quererem julgar o trabalho das outras. Acho que arte é liberdade e quando você tem liberdade, você pode falar sobre o que você pensa, sobre o que você realmente acredita, desde que você não ofenda ninguém.”
Em resposta aos questionamentos sobre a abordagem da letra, a dupla analisa a música por uma ótica pessoal.
“O cara falar ‘eu vim acabar com a sua vidinha de balada’ é porque agora eu quero que a gente viva uma balada juntos, que o cara não saia às vezes sozinho com os amigos para aprontar, e a mulher também”, explicou.

## Videoclipe
O videoclipe ao vivo da canção foi lançado no Youtube no dia 31 de janeiro de 2017, mostrando imagens do projeto gravado em São Paulo nos dias 20 e 21 de janeiro. Em menos de uma hora atingiu 100 mil visualizações.

## Desempenho nas tabelas musicais
| Tabela musical (2017)                     | Melhor posição |
| ----------------------------------------- | -------------- |
| Brasil - Billboard Brasil Hot 100 Airplay | 1              |

## Certificações
| País (Provedor)                                              | Certificação | Unidades/vendas certificadas |
| ------------------------------------------------------------ | ------------ | ---------------------------- |
| Brasil (Pro-Música Brasil)                                   | 3× Diamante  | ±900 000                     |
| Dados de vendas + streaming baseados apenas na certificação. |              |                              |